# Donaliesstraße 11

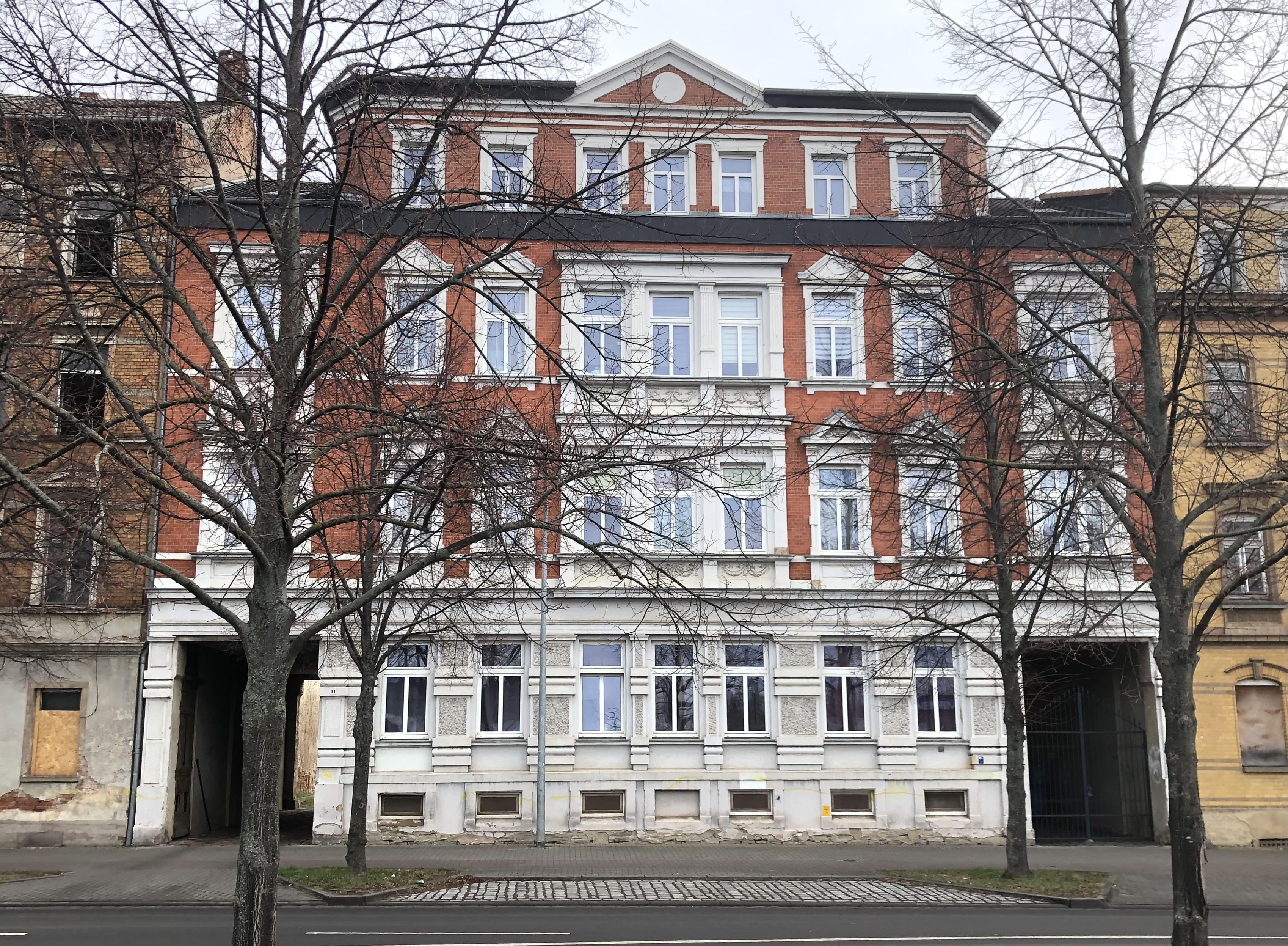
Haus Donaliesstraße 11 im Jahr 2023

Das Gebäude Donaliesstraße 11 ist ein denkmalgeschütztes Wohn- und Geschäftshaus in der Stadt Zeitz in Sachsen-Anhalt.

## Lage
Das Haus befindet sich nördlich der Zeitzer Altstadt, auf der Ostseite der Donaliesstraße. Nördlich grenzt das gleichfalls denkmalgeschützte Gebäude Donaliesstraße 12, 13 an. Darüber hinaus ist das Gebäude Teil des Denkmalbereichs Donaliesstraße 5a, 6, 7, 8, 9/10, 11, 12/13, 14, 15.

## Architektur und Geschichte
Der drei- bis viergeschossige verputzte Ziegelbau entstand in der zweiten Hälfte des 19. Jahrhunderts. Die Fassade ist im Stil des Neumanierismus gestaltet und symmetrisch gegliedert, wobei eine Staffelung zur Mitte hin besteht. Die drei mittleren Achsen werden durch einen kleinen Dreiecksgiebel überspannt. An den Seiten besteht jeweils eine Durchfahrt.
Im Denkmalverzeichnis des Landes Sachsen-Anhalt ist das Wohn- und Geschäftshaus unter der Erfassungsnummer 094 86014 als Baudenkmal verzeichnet.